# Daryl Dixon
Daryl Dixon kitalált szereplő a The Walking Dead című horror-dráma televíziós sorozatban, amelyet az AMC csatorna sugároz az Egyesült Államokban, és az azonos című képregénysorozaton alapul. A szereplőt az írók, Frank Darabont, Charles H. Eglee és Jack Logiudice találták ki Norman Reedusnak, mivel a Merle Dixon szerepére jelentkező Norman annyira elnyerte tetszésüket, hogy létrehoztak neki egy karaktert. Az első évadban tűnt fel először mint egy délről származó, tapasztalt nyomkövető, aki állandóan a bátyja, Merle árnyékában él. Beteges türelme és változékonysága ellenére a túlélők magja támogatja őt, részben a vadászati képességei és a járkálók ölésében való, félelem nélküli hatékonysága miatt.
Merle eltűnése után kezdi elhagyni tartózkodó természetét és összebarátkozik a csoporttal, különösen Carol Peletier-rel, miután annak lánya eltűnt és Beth Green-nel, miután a 4. évadban együtt szakadnak el a csapattól. Végül a karakter a főhős, Rick Grimes "jobbkeze" és védelmezője lesz, számos portyát is ő vezet. Daryl egyike a sorozat legtovább életben maradó karaktereinek és egyike azoknak, akik nem szerepelnek a képregény változatban. Származására a 2013-as "The Walking Dead: Survival Instinct" című videójátékban derült fény.
Daryl-t jól fogadta a közönség és a kritikusok is. Reedus alapvetően a visszatérő szereplőgárda tagja volt, mielőtt a második évadra karaktere főszereplővé vált.

## A karakter életrajza
Gyerekkorukban Daryl és a bátyja, Merle apjukkal, a goromba és alkoholista Will-el éltek. Merle nevelte fel Darylt, azonban Merle gyakran távol volt (olykor javító intézetekben). Daryl jelentős időt töltött egyedül és ezen magányos időszakokban megtanulta megvédeni magát és elsajátította a túléléshez szükséges gondolkodásmódot. Amikor a katasztrófa elkezdődött Merle és Daryl együtt védik meg magukat és próbálják elkerülni a járkálókat.
Az első évad az sugallja, hogy ő is osztja a testvére rasszista nézeteit, de ez nem nyilvánvaló. Úgy tűnik, hogy ezeket a nézeteket a csapattal való közös munkának köszönhetően hagyta el. Mindenesetre a motorbiciklin, amelyet Daryl a 2. évad nagy részében használ, van egy jelvény, amelyet a Schutzstaffel (SS) használt és a gyakran szerepel a Nazi és a fehér felsőbbrendűséget hirdető csoportoknál, de a motoros kultúrában is gyakori, bármilyen rasszista indíttatás nélkül. A 2. évadban Daryl azt állítja, hogy a motor Merle tulajdona volt. Az évad utolsó epizódjában Daryl azzal viccelődik, hogy felismerné Glennt a vezetési stílusáról, annak ázsiai származása miatt. Daryl általában komolyan viselkedik, de gyakran töri meg a feszültségeket fanyar megjegyzésekkel és viccekkel. A 3. évadra felelős, megbízható és lojális tagja lett a csapatnak. A 3. évadban komoly próbatétel várt Darylre, amikor megtudta, hogy testvére még életben van és egy ellenséges csoportnak dolgozik.

## Fegyverek
Darylt legtöbbször számszeríjjal tűnik fel, azonban a legtöbb fegyver használatát ismeri. Az első három évadban Daryl egy Horton Scout HD 125 típusú számszeríjat használ. A sorozat hatására az Amazon.com oldalon rengeteg vélemény érkezett a fegyver oldalára. A 3. évad során a fegyvert lecserélte egy erősebb Stryker StrykeZone számszeríjra.

## 1. évad
Múló idő
Daryl nem jelenik meg ebben az epizódban.
Belek
Daryl nem jelenik meg ebben az epizódban.
Mondd a békáknak!
Miután Merle Dixont az Atlantai portya során a tetőn hagyták, Morales megemlíti Daryt, hogy valószínűleg ő lesz az egyetlen akinek szemet szúr a tény, hogy Merle-t hátrahagyták. Később még egyszer megemlíti őt Dale Horvath, aki szerint eléggé dühös lesz ha megtudja mi lett a bátyjával. Miután a táborban megjelenik egy kóborló egy őztetemet fogyasztva éppen, Daryl hirtelen megjelenik, panaszkodva, hogy ez volt az az őz, amit megsebzett, és követett. A csoportot ott találja, a félig elfogyasztott őztetemmel együtt. Miután Dale lefejezi a zombit, a feje továbbra is mozog, amelyet Daryl semmisít meg számszeríjával.
A táborban, Daryl keresi a bátyját, de Rick Grimes és a többiek elmondják, hogy Atlantában Merle elvesztette az eszét, és mivel veszélyt jelentett, a tetőn egy csőhöz lett bilincselve. Erre Daryl reakciója az, amit vártak: düh. Megpróbálja megtámadni Rick-et de Shane leállítja, és T-Dog biztosítja afelől, hogy a bátyja rendben van, mivel erősen elzárta a tető ajtaját, és kóborló nem juthat át rajta.  Daryl azonnal tudni akarja a helyszínt hogy megmenthesse a bátyját, mire Rick, T-Dog és Glenn is vele tartanak. Később pár pillanatra lehet még látni, amikor a többieket sietteti, hogy menjenek, majd beszállnak a kocsiba és elhagyják a tábort.
Daryl és a többiek megérkeznek Atlantába. Rick elmondja, hogy egy táska fegyverért is jött, amit korábban hagyott ott mikor lerohanták a hallottak. Daryl csendben megöli a kóborlót a helységben, majd a tető fele veszik az irányt, ahol nem találnak mást csak egy fűrészt, a szétvágott bilincset, illetve Merle kezét. Daryl feldühödve a látványtól kiáltásokba kezd, és sírva fakad.